# Lineage
Lineage ([ˈlɪniɪdʒ], f., Plural: Lineages; englisch: „Gruppe einer Abstammungslinie“) oder einlinige Abstammungsgruppe bezeichnet in der Ethnologie (Völkerkunde) eine große Familiengruppe, deren Angehörige ihre gemeinsame Abstammung von einer Stammmutter oder einem Stammvater herleiten, in einliniger Abfolge entweder über die Mütterlinie (Matri-Lineage) oder über die Väterlinie (Patri-Lineage). Solche Abstammungsgruppen finden sich als soziale Einheiten bei vielen der weltweit 1300 ethnischen Gruppen und indigenen Völkern, bei ihnen verstehen sich die Lineages als eigenständige Solidaritäts- und Wirtschaftsgemeinschaft, verfügen meist über gemeinsamen Landbesitz und wohnen oft als Siedlungsgruppe zusammen. Während in Kernfamilien zwei Generationen zusammenleben (Eltern mit Kindern) und drei in Großfamilien (mit Großeltern), umfasst eine Lineage weitere noch lebende Generationen (vergleiche den Weltrekord von 7 Generationen in einer Familie). Alle Angehörigen einer Lineage sind blutsverwandt miteinander (leibliche Verwandtschaft), alle stammen ab von der Mutter oder dem Vater (verstorben) der ältesten lebenden Generation. Oft können mehr als 10 Vorfahren-Generationen namentlich benannt werden. Viele Lineages bestehen schon seit Jahrhunderten, fortgeführt von der jüngsten Generation nach den bei ihnen geltenden Abstammungsregeln: In Matri-Lineages können die Söhne ihre Familienzugehörigkeit nicht an ihre eigenen Kinder weitergeben (vergleiche die Khasi in Nordindien), in Patri-Lineages können die Töchter das nicht (vergleiche die Nuer im Südsudan): Kinder gehören immer zur Familie ihrer „Linie“ (siehe dazu auch die matri-/patri-lokale Wohnsitzwahl). Ein Lineage als Ganze enthält folglich nur die Hälfte aller Nachkommen: entweder die ihrer weiblichen oder die ihrer männlichen Angehörigen.
Eine umfangreiche Lineage kann sich in größere und kleinere Teile untergliedern, in einzelne Kern- und Großfamilien, als einzelne Segmente bezeichnet – ganze Lineages können wiederum die Segmente einer gesellschaftlichen Erblinie bilden (siehe dazu auch segmentäre Gesellschaften). In der Regel organisieren sich mehrere zusammengehörende Lineages als eigenständiger Clan, wobei dieser große Verband als Ganzer sich zumeist von einem mythischen oder sagenhaften Urahnen (Stammvater/-mutter) herleitet; bei einigen Völkern beziehen sich die verschiedenen Clans auf symbolische Totemtiere, beispielsweise kann es den Bären-Clan geben gegenüber dem Wolfs-Clan.

## Lineage-Angehörige
Zu einer Lineage gehören sämtliche Nachkommen (beiderlei Geschlechts) der ursprünglichen Stammmutter oder des Stammvaters, viele Lineages haben hunderte von Angehörigen. Die Mitgliedschaft in der Lineage wird allerdings nur über ein Elternteil weitergegeben: In Matri-Lineages gehören Kinder zur Abstammungsgruppe der Mutter, in Patri-Lineages zur Gruppe des Vaters. Dieser Aufteilung entspricht zumeist auch die Wahl des gemeinsamen Wohnsitzes nach einer Heirat: matrilokal bei der Ehefrau oder ihrer Mutter, oder patrilokal beim Ehemann oder seinem Vater. Ehepartner gehören nicht zur eigenen Lineage, sondern kommen fast immer aus anderen Abstammungsgruppen (exogame Heiratsregel: außerhalb der eigenen Gruppe). Nach einer Heirat gehört jeder Partner weiterhin seiner eigenen Lineage an, nur wenige Patri-Lineages rechnen eingeheiratete Frauen zur eigenen Gruppe.
Lineages beschränken sich zwar grundsätzlich auf Mitglieder derselben Abstammung, können aber Außenstehenden in besonderen Fällen durch eine Adoption oder eine andere Form der „fiktiven Verwandtschaft“ (etwa Milchverwandtschaft, Blutsbrüderschaft oder Schwurbruderschaft) eine Mitgliedschaft übertragen. Dies kann in Matri-Lineages nur durch eine Frau geschehen, in Patri-Lineages nur durch einen Mann.
Dass Lineages auch Seitenlinien von entsprechenden Geschwisterteilen der Vorfahren umfassen, unterscheidet beispielsweise eine Patri-Lineage von einer adligen Stammlinie des europäischen Kulturraums: Bei ihr bilden nur die jeweils ältesten Erbsöhne die Hauptlinie – jüngere Brüder können eigenständige Nebenlinien bilden, Schwestern dagegen gehören nach einer Heirat zur Linie ihres Ehemannes, wie auch ihre Kinder (begründet im römischen Agnationsrecht).

## Siedlungsräume

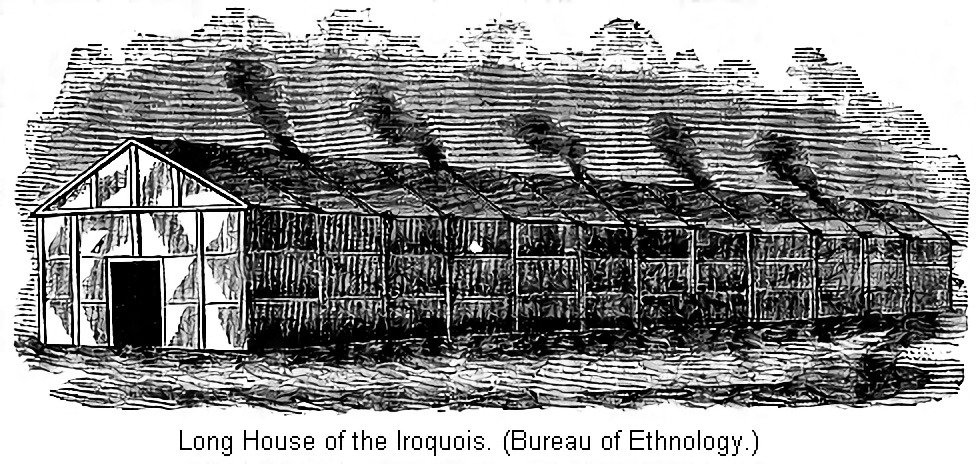
Langhaus der nordamerikanischen Irokesen (1885)

Die Mitglieder einer Lineage können alle unter einem Dach wohnen. So bot ein Langhaus der matrilinearen Irokesen in Nordamerika Unterkunft für bis zu 500 Personen derselben Lineage. Viele Lineages wohnen in kleinen Siedlungen zusammen, als Weiler bezeichnet, oder verteilt über mehrere naheliegenden Ortschaften. Bei den matrilinearen Tolai in Papua-Neuguinea wohnen die Mitglieder einer Lineage auch weit verteilt voneinander, verstehen sich aber weiterhin als Angehörige derselben Familie und verfügen über den gemeinsamen Landbesitz.

## Funktionen einer Lineage
Eine Lineage bildet oft eine stabile Solidaritäts- und Wirtschaftsgemeinschaft, sie übernimmt rechtliche, religiöse und politische Aufgaben für ihre Mitglieder und vertritt diese korporativ nach außen, in der Art einer Körperschaft.
Mehrere Lineages können Clans (gemeinsamer Abstammung), Allianzen, einen Stamm oder eine ganze Gesellschaft bilden. Die soziale Organisation vieler der weltweit 1300 Ethnien und indigenen Völker wird von Lineages bestimmt. Bei Völkern mit zwei unterschiedlichen Erblinien (Moiety-System) untergliedern sich diese oft in Lineages als örtliche Untergruppen (Segmente). Bestehen die zwei Erblinien aus einer Mütterlinie und einer Väterlinie, finden sich sowohl Matri- wie auch Patri-Lineages.
In Gesellschaften, die ohne Zentralgewalt (segmentär) und ohne Oberhaupt (akephal) organisiert sind, übernehmen die Lineages auch politische Funktionen. Die gesellschaftliche Ordnung bildet sich dabei durch das Zusammenspiel von Lineages, die als gleichartige und gleichrangige Segmente (Teile) aufgefasst werden. Die Lineages kooperieren durch einstimmige Konsensfindung. Ein gutes Beispiel liefert die umfassend erforschte Konföderation der matrilinearen Irokesen in Nordamerika.

## Erforschung
Die britischen Anthropologen Meyer Fortes und Edward E. Evans-Pritchard beschrieben in den 1940ern die „Lineage-Theorie“ (Deszendenztheorie), nach der ein Lineage-System als Grundlage der politischen Struktur von „segmentären Gesellschaften“ (ohne zentrale Institution) zu verstehen ist. In den letzten Jahrzehnten wird in der Ethnosoziologie an dieser Theorie kritisiert, dass sie der Abstammung im Allgemeinen eine zu große Bedeutung für die soziale Organisation einer Gesellschaft zuschreibe.
Lineages werden mit Clans, Phratrien (Clan-Verbänden) und Moiety-Erblinien übergeordnet als „einlinige Abstammungsgruppen“ zusammengefasst (unilineal descent groups). Sie sind nicht deckungsgleich mit Verwandtschaftsgruppen (Kindreds), diese bestehen aus dem persönlichen Netzwerk einer einzelnen Person zu Verwandten beider Elternteile.